# Huize De Merel
Huize De Merel is een monumentaal gebouw aan de Brink in de Drentse plaats Gieten.

## Beschrijving

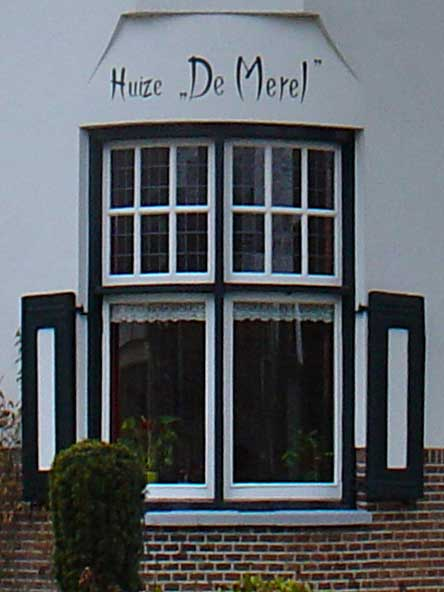
De zuidoostelijke hoek met de naam van de villa

Huize "De Merel" werd in 1921 gebouwd in opdracht van de familie Homan Free aan de Brink van Gieten. De wit gepleisterde villa is gebouwd in een art-nouveaustijl. De ingang met portiek bevindt zich aan de oostzijde aan de Brink. De entree wordt gevormd door een deur met ter weerszijden een raam, een constructie die ook wel een melkmeisje wordt genoemd. Op de zuidoostelijke gebogen hoek is, boven een gebogen vensterpartij, de naam van de villa aangebracht. Aan de zuidzijde van het gebouw is een loggia met daarboven een balkon, rustend op twee pilaren. Onder het balkon twee friezen met balusters. De twee haaks op elkaar staande schilddaken van het gebouw zijn op de hoekpunten voorzien van pilonnen.
De villa is erkend als rijksmonument onder meer vanwege de gaafheid en de kwaliteit van het ontwerp en de ligging aan de Brink van Gieten.
De villa ligt te midden van enkele andere beeldbepalende gebouwen in Gieten. Pal ten zuiden ligt hotel Braams, ten westen de molen Hazewind, aan de oostzijde (aan de overzijde van de Brink) het voormalige gemeentehuis van Gieten (het vroegere woonhuis van de Gieter fabrikant Udema) en even noordelijker aan de Brink het gebouw dat tot de jaren zeventig van de 20e eeuw als gemeentehuis van Gieten heeft gediend.